# Le Passage, Isère
Le Passage este o comună în departamentul Isère din sud-estul Franței. În 2009 avea o populație de 761 de locuitori.

## Evoluția populației
| An        | 1975 | 1982 | 1990 | 1999 | 2006 | 2009 |
| --------- | ---- | ---- | ---- | ---- | ---- | ---- |
| Populație | 339  | 431  | 516  | 648  | 749  | 761  |